# لی‌من، واشینگتن
لی‌من (به انگلیسی: Lyman) یک منطقهٔ مسکونی در ایالات متحده آمریکا است که در شهرستان اسکاگیت، واشینگتن واقع شده‌است. لی‌من ۱٫۹۸ کیلومتر مربع مساحت و ۴۳۸ نفر جمعیت دارد و ۳۰ متر بالاتر از سطح دریا واقع شده‌است.